# Julia Goldani Telles

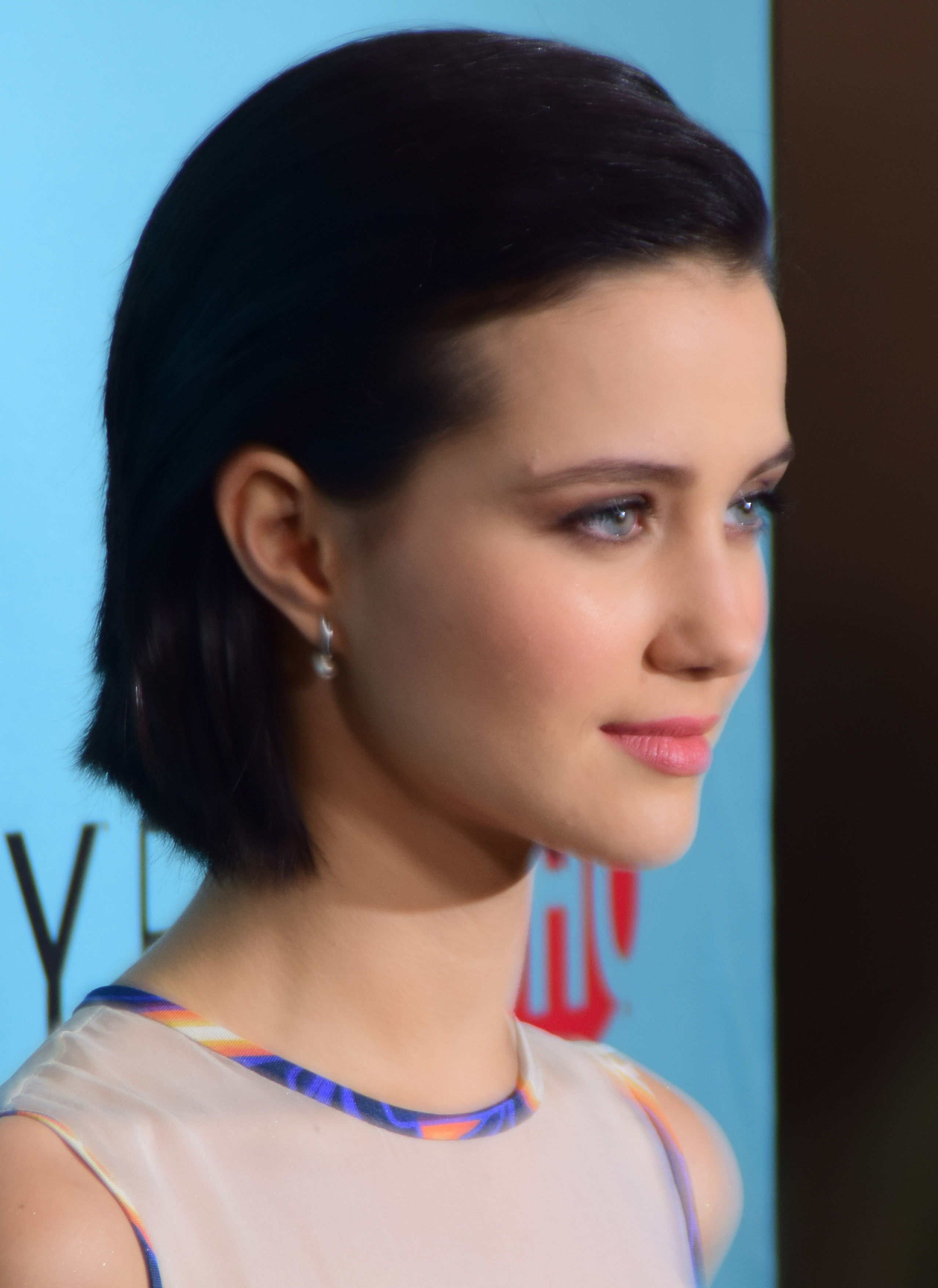
Julia Goldani Telles

Julia Goldani Telles (* 18. März 1995 in Los Angeles, Kalifornien, Vereinigte Staaten) ist eine US-amerikanische Schauspielerin und Balletttänzerin. Ihre im deutschsprachigen Raum bekanntesten Rollen sind die der „Whitney Solloway“ in der Serie The Affair sowie die der „Sasha Torres“ in New in Paradise (Bunheads).

## Leben
Goldani Telles wurde in Los Angeles, Kalifornien als Tochter einer Brasilianerin und eines mexikanisch-amerikanischen Vaters geboren. Im Alter von knapp zwei Jahren zog sie mit ihren Eltern nach Rio de Janeiro, wo sie auch im Alter von fünf Jahren, mit dem Balletttanzen begann. Kurz darauf jedoch schon, zog die Familie zurück in die USA, zuerst wieder nach Los Angeles. Bis dato beherrschte sie ausschließlich die portugiesische Sprache. Später erfolgte ein Umzug nach New York City, wo sie die Professional Children’s School in Manhattan besuchte und an der School of American Ballet sowie an der Ballet Academy East zur Balletttänzerin ausgebildet wurde. Seit 2012 tritt sie als Schauspielerin in Erscheinung.

## Filmografie (Auswahl)
- 2012–2013: New in Paradise (Bundheads, Fernsehserie, 17 Folgen)
- 2014: Nurse Jackie (Fernsehserie, 3 Folgen)
- 2014: Blue Bloods (Fernsehserie, 1 Folge)
- 2014–2019: The Affair (Fernsehserie, 28 Folgen)
- 2018: Most Likely to Murder
- 2018: Slender Man
- 2018: The Wind
- 2020: Looks That Kill
- 2021: The Space Between – Im Rausch der Musik (The Space Between)
- 2021: The Girlfriend Experience (Fernsehserie)
- 2021: The Premise (Fernsehserie, Folge 1x03 The Ballad of Jesse Wheeler)
- 2022: Law & Order: Special Victims Unit (Fernsehserie, Folge 24x03 Mirror Effect)